# جون ي. سيمون
جون ي. سيمون (بالإنجليزية: John Y. Simon)‏ هو مؤرخ أمريكي، ولد في 25 يونيو 1933 في هايلاند بارك في الولايات المتحدة، وتوفي في 8 يوليو 2008 في كاربوندال في الولايات المتحدة.